# Audacht Morainn
Audacht Morainn ['auðaxt 'moriNʴ] („Moranns Vermächtnis/Testament“) ist der Name einer Sammlung von Lehrsprüchen in altirischer Sprache, die nach stilistischen Vergleichen vermutlich im 7. oder 8. Jahrhundert verfasst wurde. Sie sollen von dem sagenhaften Richter Morann zur Belehrung seines Ziehsohnes, des irischen Königs Feradach Find Fechtnach, verfasst worden sein. Nach der Sage trug Morann einen Kragen (id, sín) um seinen Hals, der sich immer zusammenzog, wenn er ein ungerechtes Urteil fällen wollte. In einer anderen Version trug der Angeklagte den Kragen, der dann über Schuld oder Unschuld entschied. Den Hauptpunkt von Audacht Morainn bildet die fír flathemon, die „Gerechtigkeit des Herrschers“.
Die Metrik (Verslehre) der zahlreichen Sentenzen ist eine rhythmisch variierende Prosa mit der Verwendung von Alliteration (Anlautgleichheit). Eine Auswahl:
Er soll die Wahrheit hochhalten, sie wird ihn hochhalten.
Er soll die Wahrheit schützen, sie wird ihn schützen:
Der wahre Herrscher nimmt von niemandem, niemand nimmt von ihm.
Der unwahrhafte Herrscher schlägt, wird geschlagen, verletzt, wird verletzt, zermalmt, wird zermalmt.
Jeder Herrscher, der nicht in wahrhafter Gerechtigkeit herrscht, soll sterben, wird sterben, soll abtreten, wird abtreten; was er errichtet, zerstört er.

## Fir flathemon
Die Gerechtigkeit des Herrschers war eine der wichtigsten Aufgaben des Königs, weil dadurch Wohlstand und Glück seines Reiches gewährleistet waren. Begangenes Unrecht (gáu flathemon) galt als Ursache jeglichen Unglückes des Königs und seiner Untertanen, der König konnte dafür abgesetzt und – eventuell sogar mit dem Tode – bestraft werden. Diese gáu flathemon wurde in den altirischen Rechtstexten mit dem groben Terminus cacc for enech („Scheiße auf sein Gesicht/seine Ehre“) benannt.
Ähnliche Regeln sind aus Indien (ṛta, dharma), Griechenland (dikē) und Ägypten (maat) bekannt.